# A406
A406, eller North Circular Road, er en hovedvej som forbinder østlige og vestlige dele af Greater London via de nordlige bydele. Sammen med A205, South Circular Road, udgør den en ringvej gennem ydre London.
51°36′58″N 0°05′43″V / 51.6161°N 0.0952°V